# 比司吉麵包
比司吉（英語：Biscuit）在美国英语和加拿大英語中是指在美國和加拿大部分地區一種是以泡打粉或小蘇打取代酵母作為化學膨鬆劑製成的小麵包。它的外麵皮烤得焦黃堅脆，內裡蓬鬆而綿軟，類似於英國的司康餅或昔德蘭群島的班諾克麵包。比司吉麵包、蘇打麵包和玉米麵包等烘焙麵食由於發酵製程不耗費時間，一般合稱為“速發麵包”（Quick breads）。

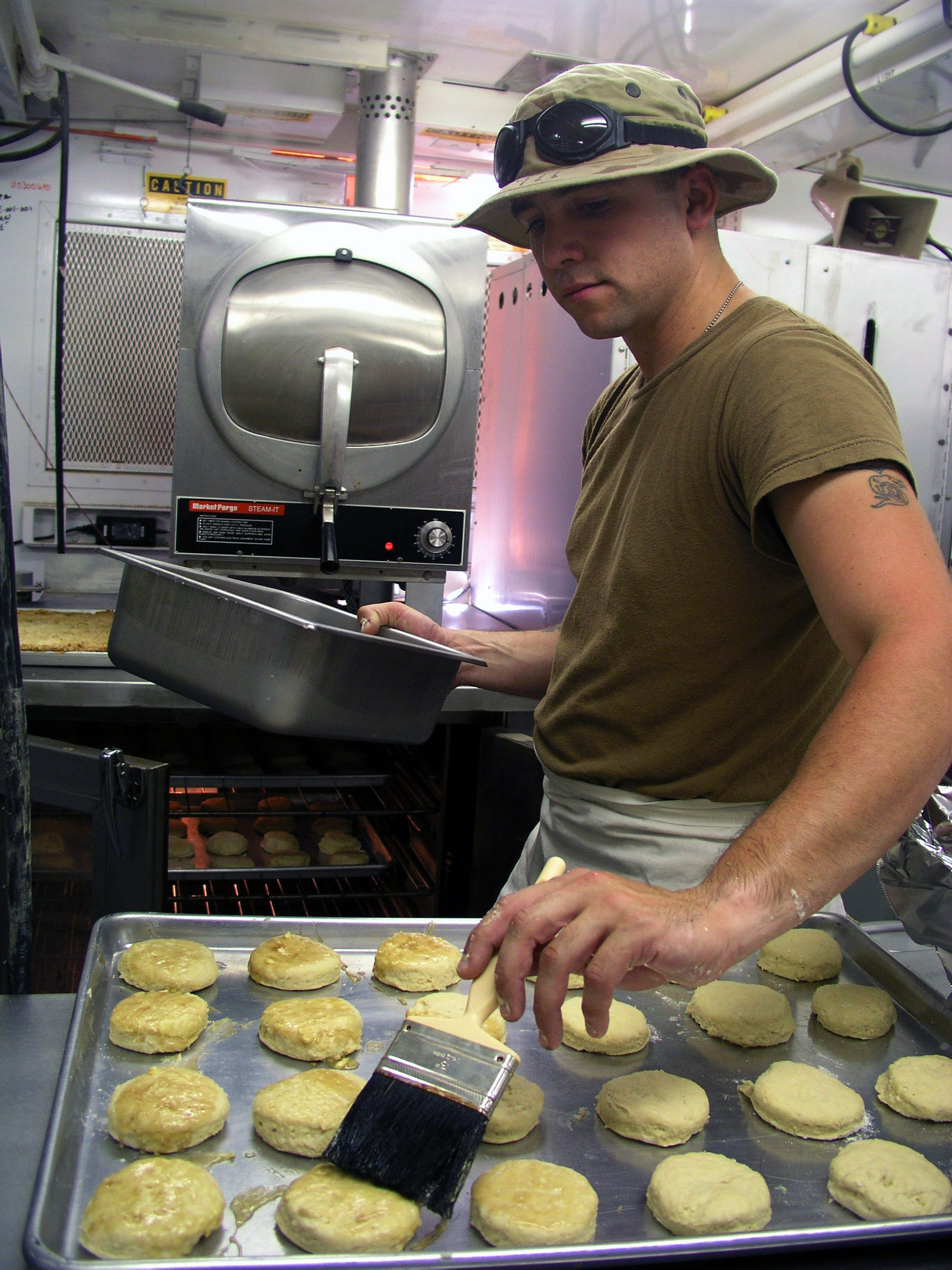
美國陸軍廚房製作比司吉
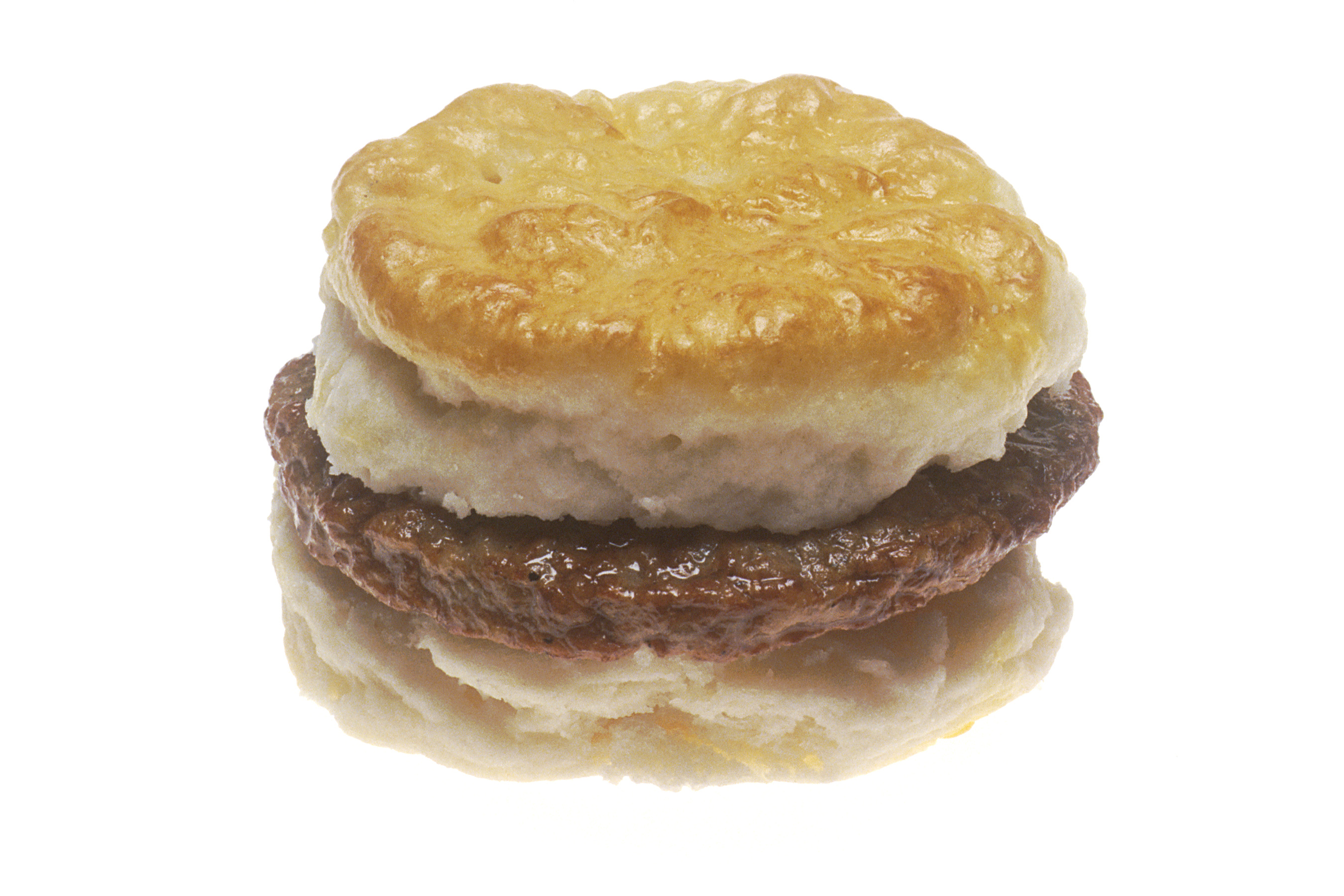
比司吉漢堡
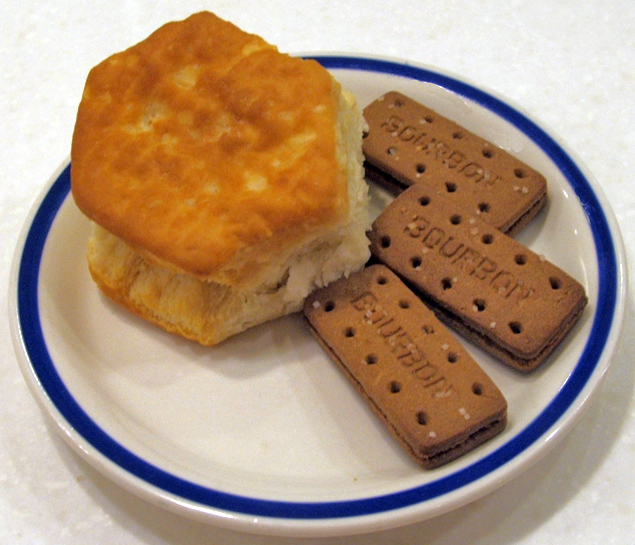
Biscuit，在美國是指一種麵包(左)，在英國是指餅乾(右)